# Dərnəgül (Metro Baku)

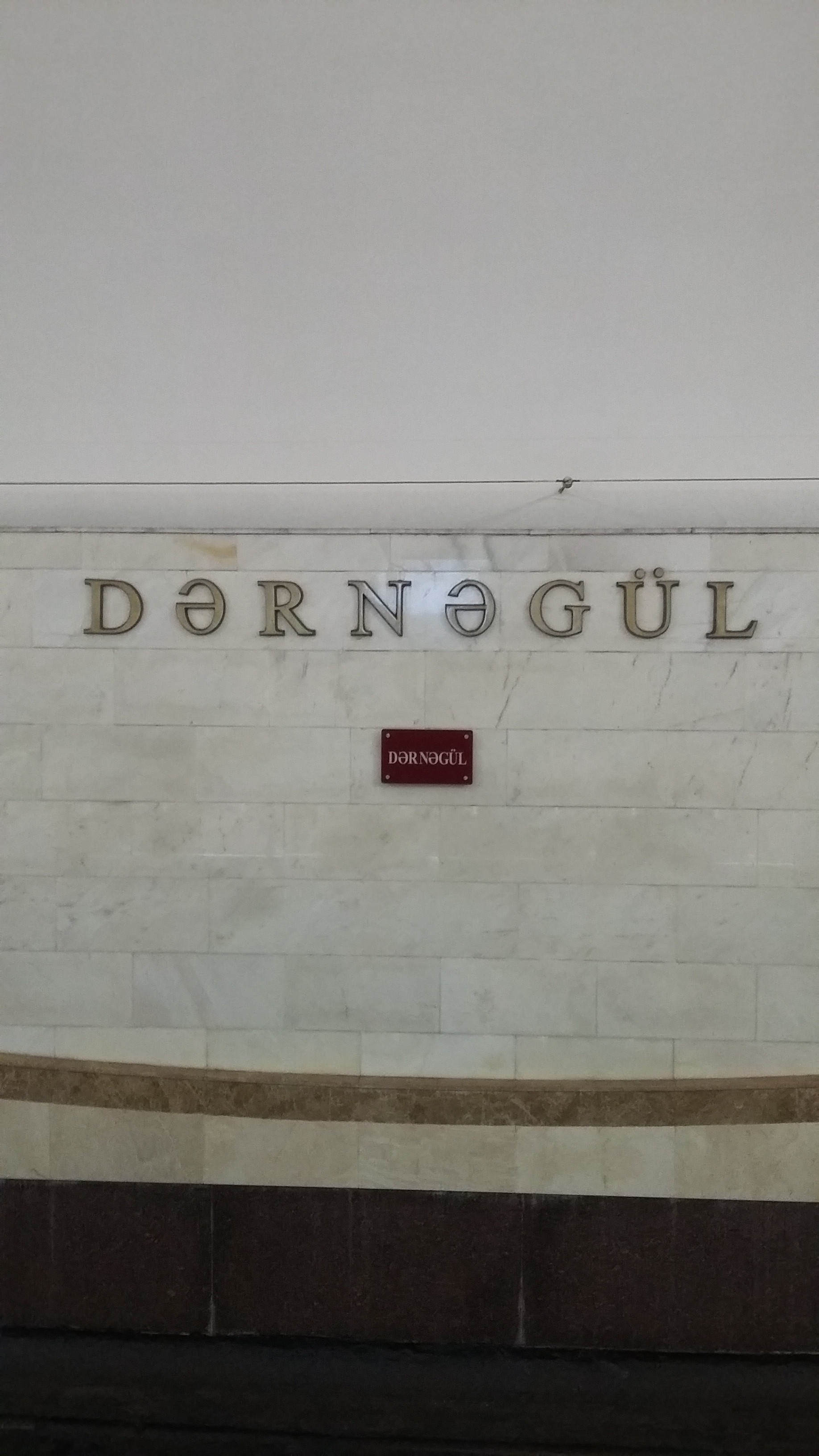
Metrostation Dərnəgül

Dərnəgül ist ein U-Bahnhof in der aserbaidschanischen Hauptstadt Baku und die Endstation am nordwestlichen Ende der Grünen Linie (Linie 2) der Metro Baku.
Die zweigleisige Station mit einer flach gewölbten Bahnsteighalle ohne Stützen befindet sich in der Industriezone von Darnagul, im 7. Mikrobezirk, nahe der Eisenbahnstrecke Baku–Biləcəri. Zunächst war der Standort an der südöstlichen Spitze des 7. Mikrodistrikts geplant. Der Umschlag am Bahnhof wird nach einer vorläufigen Regelung über den Kongress vor dem Bahnhof durchgeführt. In Zukunft soll die Strecke bis zur Metrostation Koroğlu ausgebaut werden. Auf dem 1,5 Kilometer langen Streckenabschnitt Azadlıq prospekti–Dərnəgül, der am 29. Juni 2011 eröffnet wurde, wurde ein Kongress für das in Bau befindliche Depot Dərnəgül errichtet.